# Baie du Mont Saint-Michel
Baie du Mont Saint-Michel este o arie protejată (sit de importanță comunitară — SCI) din Franța întinsă pe o suprafață de 39.480 ha, din care 97 % marine.

## Localizare
Centrul sitului Baie du Mont Saint-Michel este situat la coordonatele 48°40′29″N 1°38′26″W / 48.67472°N 1.64056°V.

## Înființare
Situl Baie du Mont Saint-Michel a fost declarat arie specială de conservare în baza directivei 92/43 din 1992 referitoare la conservarea habitatelor naturale și a faunei și florei sălbatice pentru a proteja 2 specii de plante și 21 de specii de animale.

## Biodiversitate
Situată în ecoregiunea atlantică, aria protejată conține 28 de habitate naturale: Dune cu Salix repens ssp. argentea (Salicion arenariae), Păduri acidofile de stejar bătrân cu Quercus robur pe câmpii nisipoase, Pajiști uscate europene, Faleze cu vegetație de pe coastele atlantice și baltice, Fânețe de joasă altitudine (Alopecurus pratensis, Sanguisorba officinalis), Estuare, Recifuri, Păduri aluvionare cu Alnus glutinosa și Fraxinus excelsior (Alno-Padion, Alnion incanae, Salicion albae), Lacuri eutrofice naturale cu vegetație de tip Magnopotamion sau Hydrocharition, Depresiuni intradunale umede, Păduri de fag acidofile atlantice, cu subarboret de Ilex și, uneori, de asemenea, Taxus, la nivelul arbuștilor (Quercion robori-petraeae sau Ilici-Fagenion), Tufărișuri halo-nitrofile (Pegano-Salsoletea), Ape oligotrofe din câmpii nisipoase, cu un conținut foarte redus de minerale (Littorelletalia uniflorae), Golfuri mici largi și golfuri puțin adânci, Terase mlăștinoase și terase nisipoase neacoperite de apă la reflux, Pășuni atlantice udate de apa mării (Glauco-Puccinellietalia maritimae), Salicornia și alte specii anuale care populează regiunile mlăștinoase și nisipoase, Dune mobile cu vegetație embrionară, Dune mobile de-a lungul țărmului cu Ammophila arenaria („dune albe”), Dune de coastă fixe cu vegetație erbacee („dune gri”), Cursuri de apă de la nivel de câmpie la nivel montan, cu vegetație Ranunculion fluitantis și Callitricho-Batrachion, Pajiști umede nord-atlantice cu Erica tetralix, Vegetație perenă pe țărmurile stâncoase, Lagune de coastă, Liziere de ierburi înalte hidrofile de câmpie și de nivel montan până la alpin, Păduri de stejar sau de stejar și carpen sub-atlantice și medio-europene de Carpinion betuli, Bancuri de nisip acoperite în permanență slab de apă marină, Vegetație anuală la limita mareei.
La baza desemnării sitului se află mai multe specii protejate:
- plante (2): Luronium natans, Rumex rupestris
- amfibieni (1): triton cu creastă (Triturus cristatus)
- mamifere (11): liliac cârn (Barbastella barbastellus), Halichoerus grypus, vidră de râu (Lutra lutra), liliac cu urechi mari (Myotis bechsteinii), liliac cărămiziu (Myotis emarginatus), liliac comun (Myotis myotis), focă obișnuită (Phoca vitulina), marsuin (Phocoena phocoena), liliacul mare cu potcoavă (Rhinolophus ferrumequinum), liliacul mic cu potcoavă (Rhinolophus hipposideros), delfin mare (Tursiops truncatus)
- nevertebrate (2): Euplagia quadripunctaria, rădașcă (Lucanus cervus)
- pești (7): Alosa alosa, Alosa fallax, zglăvoacă (Cottus gobio), Lampetra fluviatilis, cicar (Lampetra planeri), Petromyzon marinus, somonul (Salmo salar)

Pe lângă speciile protejate, pe teritoriul sitului au mai fost identificate 10 specii de plante, 20 de specii de păsări, 2 specii de amfibieni, 1 specie de mamifere, 3 specii de nevertebrate.